# Balclutha rubrostriatus
Balclutha rubrostriatus är en insektsart som beskrevs av Melichar 1903. Balclutha rubrostriatus ingår i släktet Balclutha och familjen dvärgstritar. Inga underarter finns listade i Catalogue of Life.